# Убийство в трёх актах
«Убийство в трёх актах» (англ. Agatha Christie's Murder in Three Acts) — детективный телефильм Гэри Нельсона по мотивам романа Агаты Кристи «Трагедия в трёх актах». Пятый из шести фильмов, где Устинов исполнил роль Пуаро. 
Действие перенесено из Корнуолла в мексиканский Акапулько.

## Сюжет
На вечеринке знаменитого актера Чарльза Картрайта в бунгало «Воронье гнездо» в Акапулько умирает пастор Бэббингтон. Сэр Чарльз предлагает, что это убийство. Однако кто бы мог хотеть убить безобидного пастора? К тому же в коктейле пастора ничего не было обнаружено. Однако когда умирает от отравления  доктор Стрейндж, друг сэра Чарльза, который тоже был на вечеринке, Эркюль Пуаро начинает расследование.

## В ролях
- Питер Устинов — Эркюль Пуаро
- Джонатан Сесил — капитан Гастингс
- Тони Кёртис — сэр Чарльз Картрайт
- Эмма Сэммс — Эгг
- Лиза Айкхорн — Синтия Дэйтон
- Дана Элкар — доктор Стрейндж
- Диана Малдур — Энджела Стаффорд
- Кончетта Томей — Джанет Крисп
- Хулио Монтерде — менеджер

## Номинации и награды
- 1987 — Номинация на прайм-таймовую премию «Эмми» за лучшие костюмы в мини-сериале или телефильме (Мина Миттелман)[2]